# تصلب متعدد خبيث
يستخدم مصطلح التصلب المتعدد الخبيث غالبًا لوصف مرضى التصلب اللويحي الذين وصلوا إلى مستوى خطير من الإعاقة في أقل من 5 سنوات من ظهور الأعراض الأولى عليهم.
وقد عرَّفت الجمعية الاستشارية للتجارب السريرية للعملاء الجدد في جمعية التصلب المتعدد المحلية بالإجماع على أنه: مرض سريع التقدم يؤدي إلى حدوث إعاقة بالغة في أنظمة عصبية عديدة أو يؤدي إلى الوفاة في وقت قصير نسبيًا بعد حدوث الإصابة بالمرض. وبالوصول إلى مقياس درجة الإعاقة الممتد الذي يبلغ 6.0 أو أعلى وهو ما يعني الحاجة إلى الدعم أحادي الجانب للمساعدة على التجول  (أو الأسوأ من ذلك) إذ يعد بوجه عام مستوى خطيرًا للإعاقة.
ويمكن اعتبار المرضى المصابين بحالات خطيرة من التصلب المتعدد الانتكاسي الخمودي أو الأنواع الفرعية من التصلب اللويحي مثل أشكال ماربورغ المختلفة وتصلب بالو المركز من المرضى المصابين بالتصلب المتعدد الخبيث. وعلى المرضى العمل بحرص لاستبعاد الالتهاب المياليني للعصب البصري (مرض ديفايس) بفضل إستراتيجيات الإدارة والفيزيولوجيا المرضية المتميزة لهذا المرض.